# Stesichora
Stesichora is een geslacht van vlinders van de familie Uraniavlinders (Uraniidae), uit de onderfamilie Microniinae.

## Soorten
- S. angulilinea Warren
- S. nigroapicata Pagenstecher, 1886
- S. pieridaria Guenée
- S. puellaria (Walker, 1866)
- S. quadripunctata Warren